# Dorysthenes walkeri
Dorysthenes walkeri là một loài bọ cánh cứng trong họ Cerambycidae.